# سراب شیخ عالی
سراب شیخ عالی، (به لکی: سراو شیخالی)، روستایی از توابع بخش فیروزآباد شهرستان سلسله در استان لرستان ایران است. این روستا در پنج کیلومتری فیروزآباد قرار دارد که سرحدات زمین‌های آن با اراضی روستاهای خیاط، قنبرعالی هره‌باغ، شیخ‌آباد زنگیوند و کرکر مجاور است.
این روستا از مناظر زیبای طبیعی و چشمه‌های زیادی برخوردار بوده است که با مرور زمان و بروز کم‌آبی با خشکیدن بسیاری از این چشمه‌سارها روبرو شده است.

## جمعیت
این روستا در دهستان فیروزآباد قرار دارد و بر اساس سرشماری مرکز آمار ایران در سال ۱۳۹۵، جمعیت آن ۴۲۶ نفر بوده که ۲۲۳ نفر مرد و ۲۰۳ نفر زن بوده اند. این در حالی است که جمعیت این روستا در مقایسه با سرشماری سال ۱۳۸۵ ، ۵۴ نفر کاهش داشته است. روستای سراب شیخ عالی دارای ۱۲۴ خانوار می باشد.
جمعیت اصلی اهالی این روستا چند برابر تعداد مذکور است که غالباً در دهه‌های اخیر به نقاط شهری به ویژه خرم آباد مهاجرت کرده‌اند.
ساکنان این روستا عمدتاً به کشاورزی و دامپروری مشغول هستند. گندم، جو، نخود، عدس و موسیر جزء محصولات زراعی آنجا است. در کنار آن باغاتی که عمدتاً درخت گردو دارند در روستا در حال توسعه و گسترش هستند.  
مردم روستا از دو تیره طالب و علیمردان هستند که جزء ایل کولیوند از طوایف اصلی شهرستان سلسله محسوب می‌شوند. کدخدای روستا در پیش از انقلاب صیدجعفر مرادی از تیره طالب بوده است که از مالکان اصلی در روستا محسوب می‌شود.  

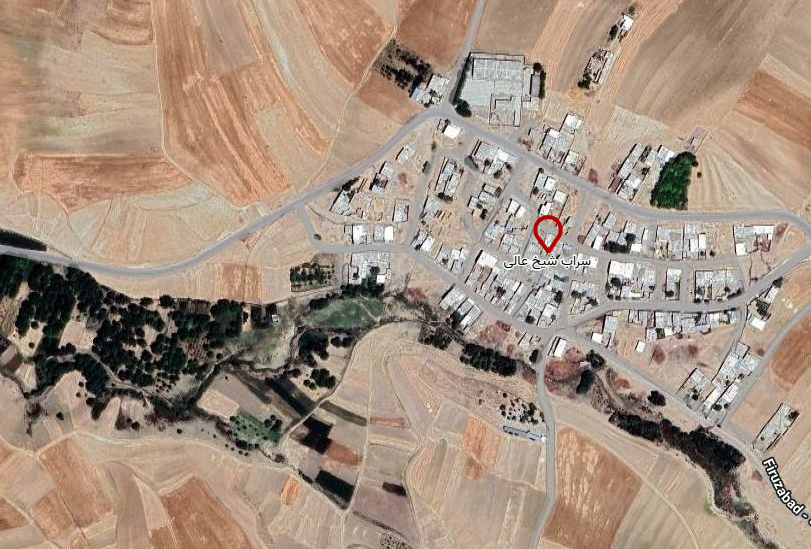
نقشه ماهواره‌ای روستا

## زبان
زبان مردم روستا لکی است که جزء زبان‌های ایرانی رایج در غرب ایران است. این زبان از زبان‌های بازماندهٔ زبان اوستایی و فارسی باستان است که برخی آن را شاخه‌ای از زبان‌های کردی جنوبی می‌دانند. عده‌ای نیز آن را شاخه‌ای از گورانی دانسته، و بعضی تیره‌ای از لری و برخی آن را یک زبان مستقل دانسته‌اند.
لک‌ها از اقوام فرهنگ‌دوست و اهل علم و ادب هستند و شعرای بزرگی مانند قاآنی، باباطاهر، ملا پریشان، ملامنوچهر کولیوند، سید نوشاد ابوالوفایی، ملاحقعلی سیاهپوش، نجف آزادبخت و میرترکه از جمله شعرای لک هستند. پس از حکومت افشار، لک‌ها به مدت تقریباً نیم قرن در قالب حکومت زندیه که توسط کریم‌خان زند تأسیس شد بر ایران حکومت کردند.
در سالیان اخیر بسیاری از لک‌ها با فرزندانشان با زبان فارسی سخن می‌گویند که این مساله به مرور موجب زوال زبان اصلی چنین طوایفی در آینده خواهد شد.

## مشاهیر علمی
روستای سراب شیخ عالی همواره محل رفت و آمد اهل علم بوده و چهره‌های برجسته‌ای در آن رشد یافته‌اند.
حضور و تردد اهل علم در این روستا جایگاه خاصی برای آن به وجود آورده است و شاگردان زیادی از این علما هم اکنون در مراکز حوزوی و علمی مشغول به تحصیل و تدریس هستند. از جمله این بزرگان می‌توان به افراد زیر اشاره کرد:

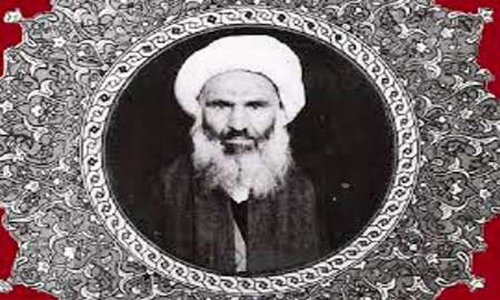
شیخ فرج‌الله کاظمی موموندی

- شیخ فرج‌الله کاظمی موموندیشیخ فرج‌الله کاظمی موموندی[۷][۸] عالم اهل دلفان که از شاگردان خاص میرزای نایینی بود که میرزا در نامه‌ای به اهالی لرستان او را امانت حجت بن الحسن امام دوازدهم شیعیان برای آنها توصیف کرده بود و سید علی قاضی او را صدیق مصدق وصف کرده بود.[۹] ایشان دارای رساله عملیه بودند و افرادی مانند شیخ محمدرضا آدینه‌وند[۱۰] از شاگردان ایشان هستند. برادر وی شیخ محمدرضا کاظمی نماینده مردم کرمانشاه در دوره دوم مجلس خبرگان[۱۱] و فرزندش علی آل کاظمی مؤسس حوزه علمیه جعفریه پاکدشت و نماینده مردم سلسله و دلفان در دوره‌های اول و پنجم مجلس شورای اسلامی بود. شیخ فرج‌الله کاظمی در بین اهالی روستا منزلت بسیار والایی داشت و نظر ایشان در امور مختلف برای آنها فصل‌الخطاب بود.
- سید مجتبی نواب‌صفوی، رهبر فداییان اسلام که از مریدان شیخ فرج‌الله کاظمی موموندی بود و در مبارزات خود علیه حکومت پهلوی از نظرات این مجتهد مبارز بهره می‌گرفت.[۱۲][۱۳][۱۴] ایشان بارها به این منطقه سفر کرده و در آنجا حضور می‌یافتند.
- شیخ روح‌الله کمالوند خرم‌آبادی، مؤسس حوزه علمیه کمالیه خرم آباد که به جهت جایگاه مذهبی و حضور اهل علم در این روستا به آن رفت و آمد داشتند و برخی از روحانیون روستا از شاگردان ایشان بودند.

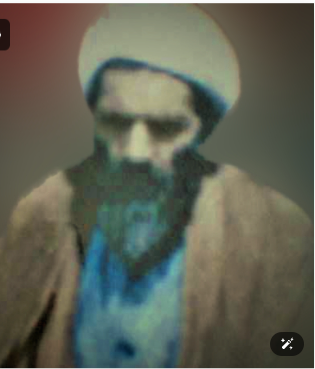
شیخ سلیم علی‌ابدالی کاظمی

- شیخ سلیم علی‌ابدالی کاظمیشیخ محمدسلیم علی‌ابدالی کاظمی پسرعموی شیخ فرج‌الله کاظمی موموندی و عمو و پدر زن محمدحسین علی‌ابدالی،[۱۵] هم مباحثه سید مصطفی خمینی در حوزه علمیه نجف بود که پس از اخذ اجتهاد به ایران آمده و با ازدواج با یکی از اهالی این روستا همانجا اقامت گزیدند.
- شیخ مهرعلی روشن پدر زن شیخ محمدسلیم علی‌ابدالی و پدر شیخ محمد مهدی روشن مسئول دفتر شورای سیاستگذاری ائمه جمعه استان لرستان بودند.[۱۶][۱۷][۱۸] شیخ مهرعلی روشن

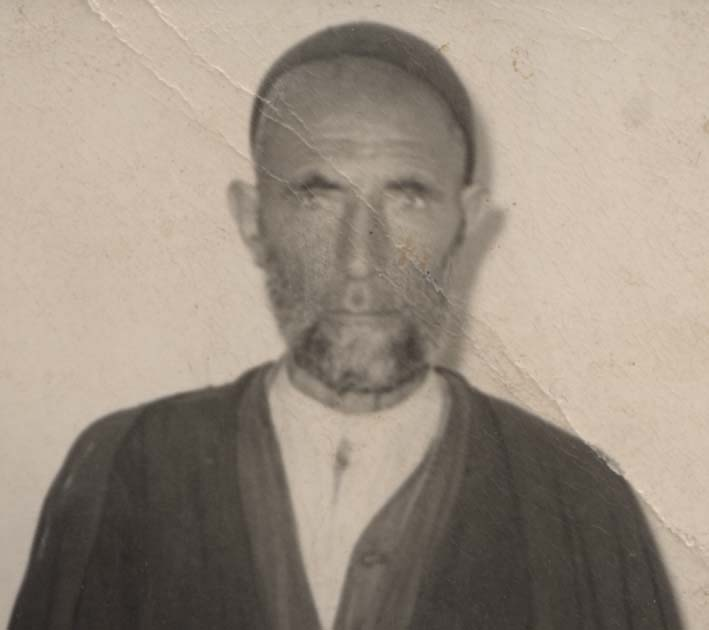
شیخ مهرعلی روشن

- شیخ امیدعلی اکرمی، از شاگردان شیخ امیدعلی دکاموند (یوسفوند)،[۱۹] شیخ روح‌الله کمالوند خرم‌آبادی و سید اسدالله مدنی بودند که در شهر قم مدفون هستند.[۲۰]

ثمره حضور و تلاش این علما برخاستن ده‌ها روحانی از بین اهالی روستا بود. کسانی مانند شیخ رحیم زینعلی از روحانیون بنام این روستا که در حوزه علمیه کمالیه خرم آباد به تدریس حوزه تاریخ اشتغال داشتند. شیخ زین‌العابدین گوهری از دیگر اهالی روستا بوده که در حوزه علمیه قم اشتغال به تحصیل داشت و در رقابت انتخابات مجلس شورای اسلامی از حوزه انتخابیه شهرستان سلسله و دلفان موفق به راهیابی به مجلس نشد. شیخ کریم اکبری، شیخ قاسم محمودی، شیخ علی فرج‌اللهی، شیخ عباس اکرمی، شیخ نورمراد اکبری و شیخ خداکرم عبداللهی نیز تعدادی از روحانیون پرشمار این روستا بوده که در حوزه علمیه کمالیه به تحصیل و فعالیت تبلیغی مشغول بوده و هستند. 
دکتر روح‌الله اکرمی عضو هیئت علمی و معاون آموزشی و تحصیلات تکمیلی دانشگاه ملی قم و از رؤسای سابق پژوهشکده حقوق جزا و جرمشناسی پژوهشگاه قوه قضاییه که از اساتید حقوق هستند اهل این منطقه هستند. از ایشان بیش از صد اثر علمی به زبان‌های فارسی، عربی و انگلیسی در قالب کتاب، مقالات در مجلات و همایش‌ها در مسائل حقوق کیفری منتشر شده است.